# Carl Franz Benisch
Carl Franz Benisch (9. ledna 1822, Krnov – 30. října 1896, Bukurešť, Rumunsko) byl architekt s orientací na historismus a eklekticismus, který působil v Rumunském království. V různých dokumentech je jeho jméno napsáno: Carl Benesch, Carol Benisch, Carl Benisch, Carol Beneș, Carl Beneș, Carol Beniș, Carl Beniș, jeho původní skutečné jméno dle dochovaných písemnosti v krnovském archivu bylo Karl Franz Böhnich.

## Životopis
Carl Franz Benisch se narodil v Krnově rodičům Franzi a Tereze Böhnichovým. Základního vzdělání dosáhl v Krnově. Vystudoval architekturu v Mnichově na Akademii výtvarných umění. V roce 1847 přijal spolu s architektem Johannem Schlatterem pozvání, aby přišel do Valašska a podílel se na opravách kostelů a klášterů. Jeho hlavním působištěm byla Bukurešť, kde se stal architektem. V letech 1857 až 1868 se podílel na rekonstrukci Velkého divadla v Bukurešti.
V roce 1865 byl jmenován hlavním architektem města Bukurešť, která za jeho působení prošla modernizací. Byl zakládajícím členem a prvním viceprezidentem Asociace architektů v Rumunsku (Societatea Arhitecților din România) (1891–1892). Vzdělával budoucí architekty. Jeho syn Oscar Benisch byl rovněž architektem. Zemřel 30. října 1896. Je pohřben v katolickém křídle hřbitova Bellu v Bukurešti.  

## Projekty a stavby
- Hrad Peleș
- Katedrála sv. Josefa (Catedrala Sfântul Iosif) v Bukurešti
- Kostel Domniţa Bălaşa (Biserica Domniţa Bălaşa), Bukurešť 1895
- Nemocnice Brâncovenesc (Spitalul Brâncovenesc) – Bukurešť 1881–1885
- Katedrála svatých Petra a Pavla, Constanța – 1883–1885
- Azyl Elena Doamna (Azilul Elena Doamna) – Bukurešť 1862–1870[6]
- Rekonstrukce kláštera Tismana – Gorjská župa – 1855
- Rekonstrukce kláštera Bistrița – okres Vâlcea – 1855
- Rekonstrukce kláštera Arnota – okres Vâlcea – 1851[7]

## Ceny a vyznamenání
Jako uznání obdržel za dílo katedrály sv. Josefa (Catedrala Sfântul Iosif) v roce 1881 od papeže Lva XIII řád Sv. Řehoře.  
Carl Franz Benisch dostal rumunské občanství na základě nařízení rumunského krále Karla I., který se vzdal obvyklého zdlouhavého procesu.

## Galerie

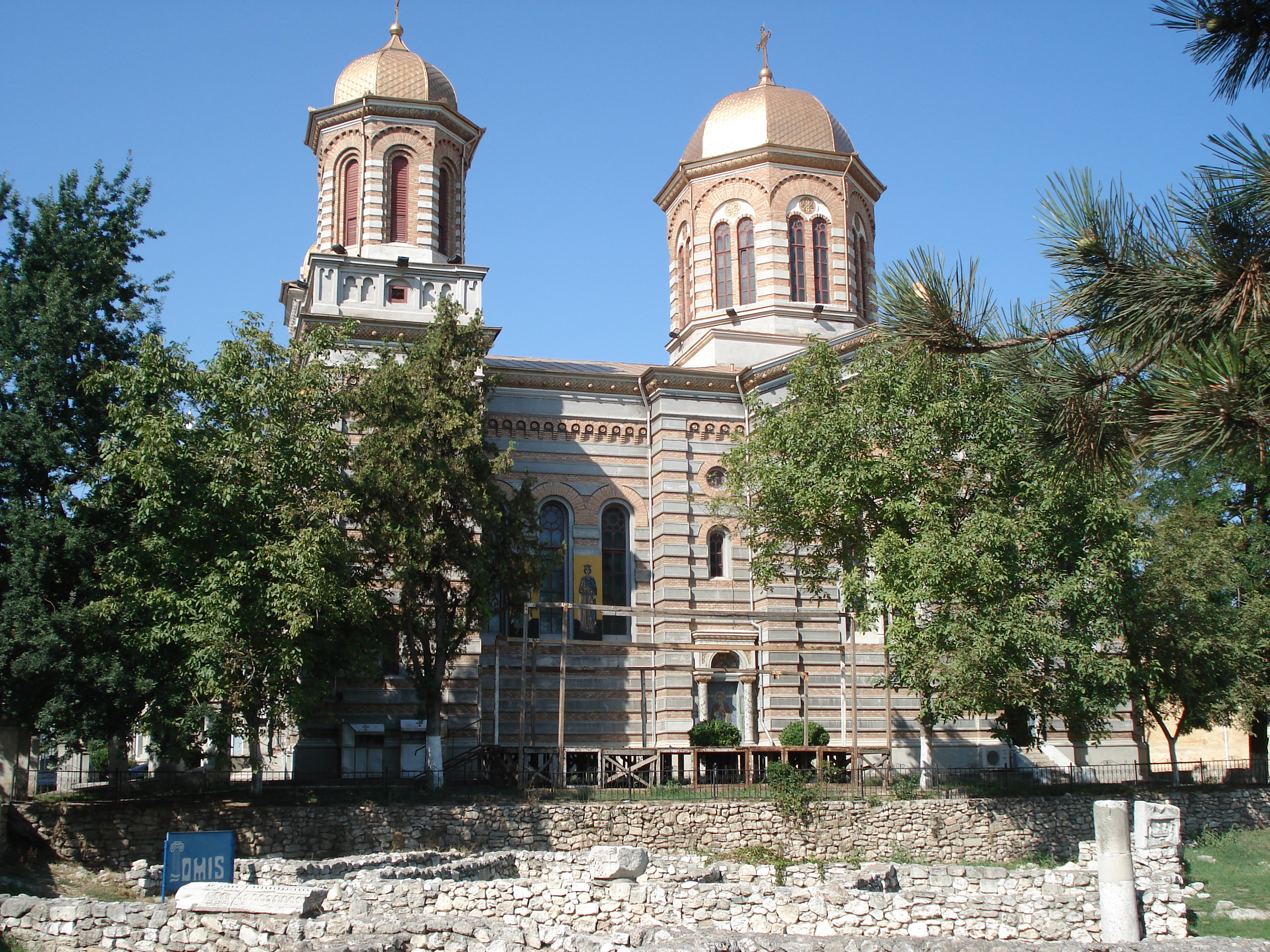
katedrála sv. Petra a Pavla

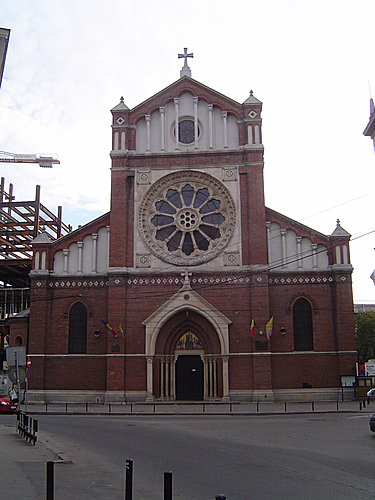
katedrála sv. Josefa